# Oude Geschiedenis van de Vijf Dynastieën
De Oude Geschiedenis van de Vijf Dynastieën of Jiu Wudaishi is een van de boeken uit de Vierentwintig Geschiedenissen, de verzameling officiële geschiedenissen van Chinese keizerlijke dynastieën. Het boek is tot stand gekomen in 974 en beschrijft de geschiedenis van de Vijf Dynastieën (907-960). Het werk werd allengs vervangen door Nieuwe Geschiedenis van de Vijf Dynastieën, een werk dat in 1072 keizerlijke goedkeuring had verkregen. De 'Oude Geschiedenis' werd in de 13e eeuw verwijderd uit het officiële onderwijssysteem en kwam sindsdien niet meer voor in de canon van de (toen zeventien) officiële dynastieke geschiedenissen. Pas bij de publicatie van de Siku quanshu in 1784 werd het werk weer vermeld als officiële geschiedenis.

## Ontstaan
In 973 gaf keizer Taizu (960-976) van de Song-dynastie opdracht aan een groep historici om een geschiedenis samen te stellen van de Vijf Dynastieën. De groep stond onder leiding van Xue Juzheng (薛居正, 912-981). Belangrijkste doel was het legitimeren van de Song-dynastie als rechtmatige opvolger van de Tang-dynastie. Daarvoor moest eerst worden bepaald welke tussenliggende heersershuizen de rechtmatige bezitters van het Hemels Mandaat waren geweest. Dat waren volgens Xue Juzheng de Latere Liang (907-923), de Latere Tang (923-936), de Latere Jin (936-947), Latere Han (947-951) en de Latere Zhou (951-960). Deze vijf heersershuizen beheersten de Centrale Vlakte (de Noord-Chinese laagvlakte en het stroomgebied van de Gele Rivier), het traditionele centrum van de Chinese beschaving. Ook was hun grondgebied groter dan dat van de Tien Koninkrijken in het zuiden. Het Hemels mandaat zou daarom via die vijf dynastieën van Tang naar Song zijn overgegaan. Xue Juzheng voltooide zijn werk reeds in 974. Problematisch bleek de positie van de eerste van de vijf dynastieën, de Late Liang. De wreedheid van de eerste heerser bij zijn machtsovername paste niet in het traditionele beeld dat de stichter van een dynastie een rechtvaardige bestuurder moest zijn. Ook de positie van de Latere Tang, Latere Jin en Latere Han als rechtmatige dynastieën leverde problemen op. Zij waren niet gesticht door Han-Chinezen, maar door Shatuo, clans van Turkse afkomst.
Het werk heette oorspronkelijk Boek van de Liang, Tang, Jin, Han en Zhou ('Liang Tang Jin Han Zhoushu', 梁唐晉漢周書). Tussen 1036 en 1053 had Ouyang Xiu (歐陽修, 1007-1072) op eigen initiatief gewerkt aan een geschiedenis van de Vijf Dynastieën. Dat werk verkreeg in 1072 keizerlijke goedkeuring en verving allengs het werk van Xue Juzheng. In 1207 werd de oorspronkelijke geschiedenis door de Jin-keizer uit het onderwijssysteem verwijderd en vervangen door het werk van Ouyang Xiu. De zuidelijke Song deden hetzelfde in 1274. Het oorspronkelijke werk werd niet meer herdrukt en raakte onder de Yuan-dynastie in vergetelheid. Toen men tijdens de samenstelling van de Siku quanshu het werk wilde uitgeven, kon men geen complete versie meer vinden. Shao Jinhan (邵晉涵, 1743-1796) kon uiteindelijk uit een groot aantal fragmenten een herstelde versie samenstellen. Zijn belangrijkste bron daarbij was de 'Grote canon van de Yongle periode' (Yongle dadian). Sindsdien staat het werk onder de naam 'Oude Geschiedenis van de Vijf Dynastieën' vermeld in de lijst van de 'Vierentwintig Geschiedenissen'.

## Inhoud
De Jiu Wudaishi bevat 150 juan. Xue Juzheng volgde de indeling van de Shiji en de Hanshu:
| dynastieke geschiedenis | benji (annalen) | shijia (erfelijke geslachten) | biao (tabellen) | shu (verhandelingen | liezhuan (biografieën) | Totaal aantal juan |
| ----------------------- | --------------- | ----------------------------- | --------------- | ------------------- | ---------------------- | ------------------ |
| Jiu Wudaishi            | 61              | -                             | -               | 12                  | 77                     | 150                |

Van de 150 'juan' behoorden vermoedelijk 24 tot 'het 'Boek van de Liang' ('Liangshu', 梁書), 50 tot dat van de Tang ('Tangshu', 唐書), 24 tot de Jin ('Jinshu', 晉書), 11 tot de Han ('Hanshu', 漢書) en 22 tot de Zhou ('Zhoushu', 周書). De geschiedenis van de Tien Koninkrijken wordt niet behandeld.

## Chinese tekst
- 劉昫, 《舊五代史》(150卷), 北京 (中華書局), 1976 (Xue Juzheng, Jiu Wudaishi (150 juan), Beijing (Zhonghua shu ju), 1976), 6 delen, 2042 pp.

Herdrukt 1999, ISBN 9787101021288. De Zhonghua uitgave van de Vierentwintig Geschiedenissen is de meest gebruikte uitgave. De teksten zijn voorzien van leestekens, ingedeeld in paragrafen en geschreven in traditionele karakters.